# Hermann Koch (Bankier)
Hermann Koch (* 18. Oktober 1814 in Jena; † 9. Dezember 1902 ebenda) war ein deutscher Bankier.

## Leben
Hermann Koch, der Enkel des Kaufmanns, Hoffaktors sowie Gründers des Unternehmens „W. Koch & Sohn“ Anton Wilhelm Friedrich Koch (1755–1820), kam 1814 als Sohn des Kaufmanns Theodor Koch (1786–1863), der seit 1814 die Leitung des Kochschen Unternehmens innehatte, Tabak-, Schokolade-, Zigarren- und Likörfabriken sowie Lotterie- und Versicherungsunternehmen gründete und seit 1828 auch als Bankagent tätig war, sowie der Gutsbesitzerstochter Christiane Marie Elisabeth geborene Ludwig (1796–1831) zur Welt.
Hermann Koch absolvierte nach dem Besuch der Erziehungsanstalt in Keilhau bei Rudolstadt eine kaufmännische Ausbildung in Gotha und Magdeburg. Koch arbeitete im Anschluss in Hamburg und Bremen, 1840 kehrte er nach Jena zurück und trat in das väterliche Unternehmen Bankhaus Koch ein, dessen alleinige Leitung er 1845 übernahm. Nachdem sein Vater schon erste Bankgeschäfte getätigt hatte, stellte Koch dieses Geschäft in den Mittelpunkt seiner Unternehmungen. Bis zur Jahrhundertwende hatten die Einlagen der privaten Kunden seiner Bank die Millionengrenze überschritten.
Hermann Koch heiratete 1845 die gebürtige Eisenacherin Karoline Christiane (1820–98), Tochter des Postkontrolleurs Wilhelm Christian Walther. Koch wurde 1875 zum Kommerzienrat und anlässlich des 50. Bürgerjubiläums am 16. Juli 1890 zum Ehrenbürger von Jena ernannt: „in ehrender Anerkennung seiner kaufmännischen Tüchtigkeit, seiner hervorragenden Wirksamkeit im öffentlichen Leben unserer Stadt und seiner Stiftung für die Michaeliskirche“. 1898 wurde die neu gebaute Koch-Straße in Jena-West nach ihm benannt. Nach Kochs Tod führten die Söhne Wilhelm und Rudolf das Unternehmen weiter. Das Stammhaus an der Ecke Saalstraße/Schloßgasse wurde bis 2017 von der Deutschen Bank genutzt.